# Зайдау

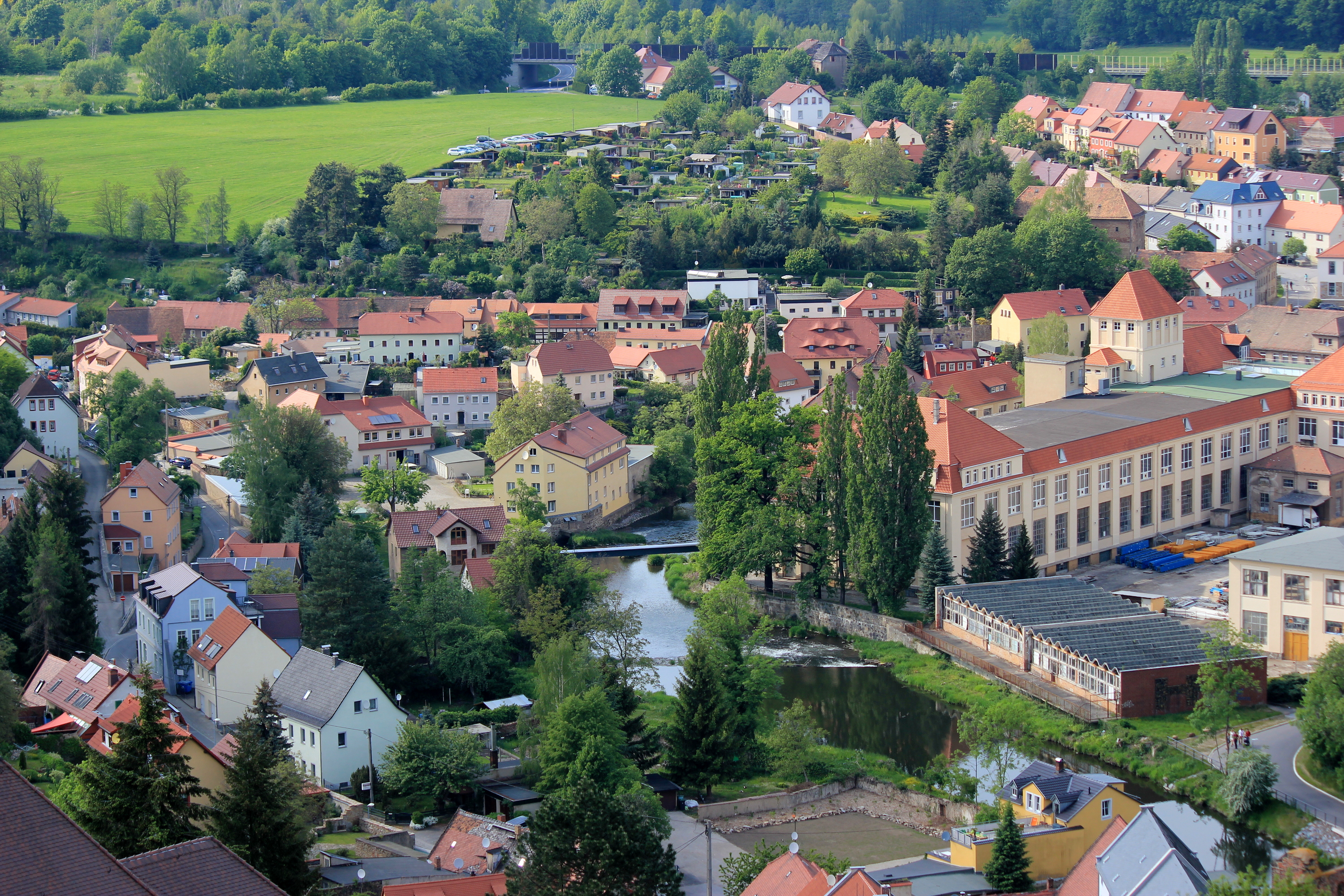
Шпрее разделяет старый город Баутцена (справа) от Зайдау (слева)

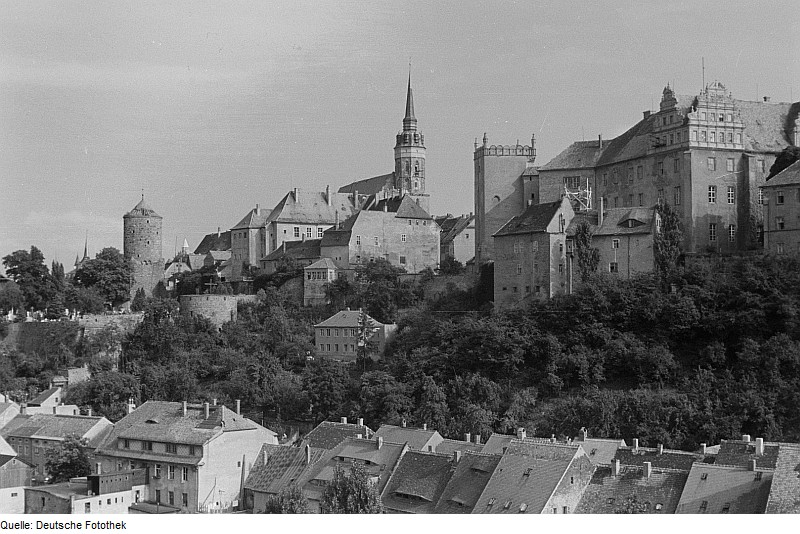
На холме — старый город Баутцена, у подножия холма — Зайдау. Фото 1950 г.

За́йдау или Жи́дов (нем. Seidau; в.-луж. Židowо файле) — в прошлом пригород Баутцена, Германия. В настоящее время входит в состав городского района Вестфорштадт (Западне-Пшедместо).

## География
Находится на левом берегу Шпрее и соединяется мостом с северной частью старого города. Большая часть Зайдау располагается вдоль современных улиц Seidauer Straße (Židowska), которая повторяет изгиб Шпрее и Salzenforster Straße (Słonaboršćanska), идущей от реки на запад. Ограничен холмами Штайнберг (Steinberg, Kamjentna hóra) на северо-востоке и Проченберг (Гроджишко) (Protschenberg, Hrodźiško) на юге. Из-за своего расположения в долине Шпрее является одним из немногих городских районов, которым грозит затопление во время наводнения.
На западе проходит автомобильная дорога Бундесштрассе 96, которая здесь же соединяется с автомагистралью A4 развязкой «Bautzen-West».
Соседние населённые пункты: на севере — деревня Чихоньца (в городских границах Баутцена), на юго-западе — деревня Ратарецы (в городских границах Баутцена) и на северо-западе — Чемерцы (в городских границах Бауцтена).

## История
Наименование происходит от лужицкого слова «žid» ← «židki» (жидкий), которое в данном случае относилось к определению долины, подверженной затоплению и заболоченности.
Впервые упоминается в 1359 году под наименованием «Sydaw». В XVI веке приобрёл статус субурбия Баутцена. В это время южная часть населённого пункта входила в состав крепости Бауцтена, северная часть с середины XVI века принадлежала местному землевладельцу и монастырю. В 1839 году три юрисдикции объединились в один муниципалитет. В последующие годы Баутценский городской совет рассматривал просьбу местного муниципалитета о присоединении к Баутцену, однако в 1842 году этот вопрос был решён отрицательно. В 1867 году была повторная просьба о вхождении в город, в 1870 году городской совет Баутцена вновь отклонил это предложение. Во время индустриализации в начале XX века городской совет Бауцтена самостоятельно поднял вопрос о присоединении Зейдау к городу и после долгих переговоров населённый пункт вошёл в 1922 году в состав Баутцена.
21 апреля 1945 года Зайдау был подожжён германскими военными подразделениями, чтобы затруднить продвижение советских войск во время сражения за Баутцен.
В настоящее время Баутцен входит в состав культурно-территориальной автономии «Лужицкая поселенческая область», на территории которой действуют законодательные акты земель Саксонии и Бранденбурга, содействующие сохранению лужицких языков и культуры лужичан.
Исторические немецкие наименования:
- Sydaw, 1359
- Sydow, Zidow, Sidaw, 1360
- Sydaw, 1400
- Seydaw, 1431
- Seydo, 1459
- Seyda, 1569

## Население
Официальным языком в Баутцене, помимо немецкого, является также верхнелужицкий язык.
Согласно статистическому сочинению «Dodawki k statisticy a etnografiji łužickich Serbow» Арношта Муки в 1884 году в Зейдау проживало 2662 человека (из них — 1976 лужичанина (74 %)).
| 1834 | 1871 | 1890 | 1910 |
| ---- | ---- | ---- | ---- |
| 1791 | 2507 | 2907 | 3440 |

## Достопримечательности
- На холме Проченберг находятся археологические раскопки славянского городища лужицкой культуры. На этом холме находилось славянское поселение до образования Будишина (1100—900 гг. н.э). Серболужицкое наименование холма «Hrodźiško» означает «крепостная стена». На этом же холме находится кладбище, на котором похоронены известные представители лужицкого народа Ян Арношт Смолер, Марко Смолер, Ян Цыж, Юрий Винар, Рудольф Енч.